# بنی مطیر
بنی مطیر (به عربی: بنی مطیر) یک منطقهٔ مسکونی در تونس است که در استان جندوبه واقع شده‌است. بنی مطیر ۸۱۱ نفر جمعیت دارد.